# Бо-Каап

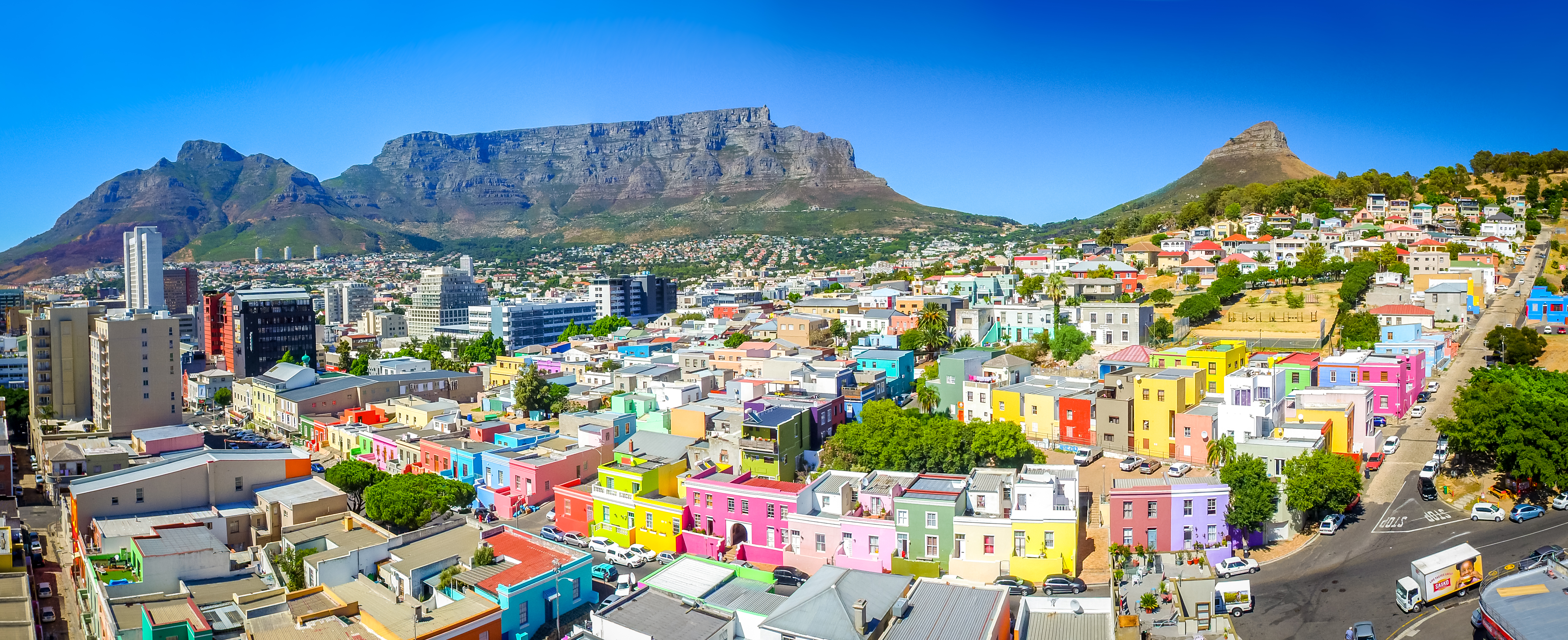
Разноцветные дома в Бо-Каап. На заднем плане — Столовая гора

Бо-Каап — район Кейптауна, ранее известный как Малайский квартал (англ. Malay Quarter). В сущности, это малый городок в пределах большого города. Расположен выше городского центра на склонах Сигнальной горы (англ. Signal Hill), высота которой 350 метров, рядом с горами Столовая и Львиная Голова, и является историческим памятником малайской культуры в Кейптауне. Здесь находится Мечеть Нурул Ислам (англ. Nurul Islam Mosque), построенная в 1844 году. Bдоль улиц c булыжными мостовыми тянутся ряды аккуратных разноцветных домиков, выкрашенных в яркие и пастельные тона.
Бо-Kaaп — исторически мультинациональный и мультикультурный район Кейптауна с богатой историей. В Бо-Каап находится музей, здание которого относится к 1760 году и является самым старым домом в районе, сохранившим оригинальность конструкции. Он наглядно демонстрирует высокий культурный уровень ранних мусульманских поселенцев, многие из которых были квалифицированными портными, плотниками, сапожниками и строителями. Вся внутренняя обстановка музея, мебель и предметы интерьера выдержаны в стиле XIX столетия.
В результате экономического развития и расширения Кейптауна после отмены апартеида недвижимость в Бо-Каап стала очень востребованной, не только из-за своего местоположения, но и из-за уникальной архитектуры и живописных улиц. Все больше люди, живущие здесь, сталкиваются с проблемой постепенной утраты самобытности. Богатые приезжие находят, что цены здесь вполне доступны для их кошелька, и скупают дома в так называемой «городской чаше». Местные все чаще возражают против продажи зданий, следствием которой является выселение старожилов района.